# Klerksdorp

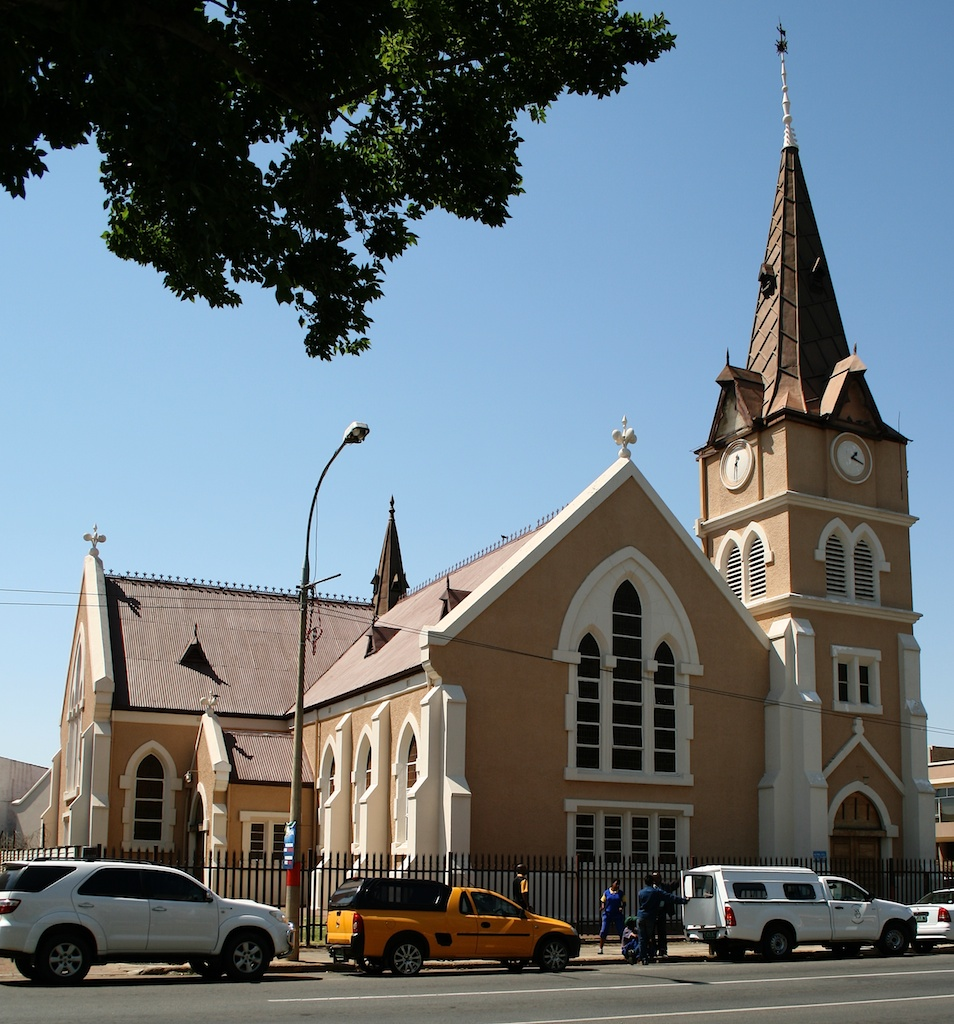
Kyrka i Klerksdorp.

Klerksdorp är en stad i Nordvästprovinsen i Sydafrika, 15 mil sydväst om Johannesburg. Staden ligger 1 325 meter över havet och hade (inklusive Jouberton i väster) 186 515 invånare vid folkräkningen 2011. Den är en järnvägsknutpunkt och ett gruvcentrum, med guld- och urangruvor. Desmond Tutu föddes den 7 oktober 1931 i Klerksdorp.
Klerksdorp grundades 1837 som det första boersamhället i dåvarande Transvaal.